# Bełdowski
Bełdowski – polski herb szlachecki, odmiana herbu Gozdawa.

## Opis herbu
Opis zgodnie z klasycznymi regułami blazonowania:
Na tarczy czterodzielnej w krzyż, w każdym polu czerwonym po lilii srebrnej. Klejnot: Ogon pawi, a na nim lilia.

## Najwcześniejsze wzmianki
Autograf z 1568 roku.

## Herbowni
Bełdowski.